# Campeonato Europeo de Baloncesto Femenino de 1956
El V Campeonato Europeo de Baloncesto Femenino se celebró en Praga (Checoslovaquia) entre el 2 y el 10 de junio de 1956 bajo la denominación EuroBasket Femenino 1956. El evento fue organizado por la Confederación Europea de Baloncesto (FIBA Europa) y la Federación Checoslovaca de Baloncesto.
Un total de doce selecciones nacionales afiliadas a FIBA Europa compitieron por el título europeo, cuyo anterior portador era el equipo de la Unión Soviética, vencedor del EuroBasket 1954. 
La selección de la Unión Soviética se adjudicó la medalla de oro, la plata fue para Hungría y el bronce para Checoslovaquia.

## Plantilla del equipo campeón
- Unión Soviética:

Nina Maksimel'janova, Nina Maksimova, Raisa Mament'eva, Valentina Kopylova, Lidia Alekséyeva, 
Nina Poznanskaja, Valentina Kostikova, Dzidra Uztupe, Nina Arciševskaja, Nina Erëmina, Galina Stepina, Aino Värk, Alisa Asitashvili, Maret-Mai Otsa. Seleccionador: Vladimir Gorochov